# Kirschblüten-Gemeinschaft
Die Kirschblüten-Gemeinschaft ist eine esoterische Gruppierung im Schweizer Kanton Solothurn. 
Medien und Sektenfachleute bezeichnen sie als sektenähnlich. Die Schweizerische Gesellschaft für Psychiatrie (SGPP) bezeichnete die Gemeinschaft als «gefährliche Bewegung mit totalitärem Anspruch, die Menschen mit Heilsversprechen ködert.»

## Geschichte und Mitglieder
Der  Psychiater Samuel Widmer (1948–2017), den Medien als «Sex-Guru» bezeichneten, gründete die Gemeinschaft mit Hauptsitz in Lüsslingen-Nennigkofen 1996. Sie gibt an, 210 Mitglieder zu haben, darunter 90 Kinder – rund ein Fünftel der Dorfbevölkerung. Die Gemeinschaft lebt in Polyamorie und lehnt das Inzesttabu ab.
Widmer gründete 2011 die Vereinigung Internationale Ärztegesellschaft für Echte Psychotherapie und Alternative Psychiatrie (AVANTI) mit dem Ziel, offizielle Anerkennung ihrer therapeutischen Methoden, bestehend aus Tantra, Psycholyse und Gemeinschaftsbildung, zu erlangen. 
Die Drehbuchautorin Ariela Bogenberger berichtete 2017 im Dokumentarfilm Aussteigen von ihrer 18-jährigen Mitgliedschaft (1997–2015) in der Kirschblüten-Gemeinschaft. Auch die Sängerin und Schauspielerin Sabine Bundschu berichtete 2019 in der Folge In den Fängen von Scharlatanen der ZDF-Sendung 37 Grad über ihre 21-jährige Mitgliedschaft (1993–2014) in der Kirschblüten-Gemeinschaft und ihr Verhältnis zu deren Gründer Samuel Widmer.

## Vorwürfe strafbarer Handlungen
Die Gemeinschaft praktiziert die sogenannte «Echte Psychotherapie», bei der mit psychedelischen Drogen eine Bewusstseinsveränderung angestrebt wird.
Psychiatrische Fachverbände versuchten verschiedentlich, diese Behandlungen behördlich verbieten zu lassen, unter anderem weil es bei Gruppentherapien unter Drogeneinfluss zu sexuellen Übergriffen gekommen sei. Seit 2021 werden diese Behandlungen nicht mehr von den Schweizer Krankenkassen finanziert. Die Solothurner Staatsanwaltschaft stellte Ermittlungen wegen Betäubungsmitteldelikten 2020 mangels Beweisen ein.
Samuel Widmer wurde unter anderem vorgeworfen, mit Patientinnen Sex gehabt zu haben.  Im Oktober 2022 berichteten die Medien über neue Missbrauchsvorwürfe. Die Kirschblüten-Gemeinschaft bestreitet alle Vorwürfe.